# Casa Andreu Capdevila i Amigó
La Casa Andreu Capdevila i Amigó és un edifici situat al carrer de Sants, 131 de Barcelona, catalogat com a bé cultural d'interès local

## Història
Va ser projectat el 1922 per l'arquitecte Modest Feu i Estrada per a Andreu Capdevila i Amigó.

## Descripció
Consta de planta baixa, cinc pisos i terrat. La planta baixa és de pedra vista mentre que els pisos superiors tenen el parament pintat d'ocre. La porta d'entrada a l'immoble és d'arc apuntat amb la clau de volta ressaltada amb uns relleus vegetals, i per sobre un ull de bou. Al costat hi ha una gran obertura on s'ubica un comerç; és un gran arc amb el punt d'inflexió desplaçat cap a un costat. Aquest arc queda partit per una columna coríntia, que marca l'eix central de l'edifici, i a sobre d'aquesta hi ha un relleu d'una flor. Entre les dues obertures una motllura polilobulada emmarca el número de carrer de la casa. Corona aquesta planta un fris amb motius d'onades.
Al primer pis hi ha una tribuna que fa de balcó al segon pis. Aquesta és de formes arrodonides però la part superior, que ja es correspon amb el tancament del balcó, és rectangular amb merlets; el canvi de forma s'ha fet gràcies a uns esglaons en els angles. La tribuna està aguantada per unes grans mènsules i un fris de dentellons. Al segon pis hi ha dos obertures que donen al balcó. Aquestes tenen la llinda decorada amb unes formes ondulants i una mènsula, decorada amb motius vegetals, al centre que aguanta el balcó del pis superior, juntament amb dos més petites a banda i banda. el tercer pis té un balcó corregut amb la barana de ferro forjat al que donen dues portes de característiques similars a les inferiors. Al quart pis hi ha també un balcó corregut però aquí les dues obertures són d'arc rebaixat i sense decoració. L'ultima planta té una gran galeria amb una barana de pedra sobre la qual s'aixequen columnes de capitell corinti i als angles pilars amb capitell similar; aquests aguanten arcs poligonals os s'alternen tres estrets amb dos més amples. La galeria està aguantada per unes grans mènsules de rodets. S'obren a aquesta dos portes allindanades. Corona l'edifici uns merlets entre els quals hi ha una barana de ferro forjat. Ressegueix el mur a la part superior una motllura que arrenca d'unes cartel·les amb motius vegetals.